# 克劳修斯定理
克劳修斯定理（英語：Clausius theorem）也稱為克勞修斯不等式（英語：Clausius Inequality），全稱克勞修斯積分不等式。是德國科學家魯道夫·克勞修斯在1855年提出的熱力學不等式，描述在熱力學循環中，系統熱的變化及溫度之間的關係：
{\displaystyle \oint {\frac {\delta Q}{T}}\leq 0,}
其中，δQ是系統熱的變化，吸熱為正，放熱為負。若是在可逆過程中，上式中的等號成立，其中小於符號則是對應不可逆過程。克劳修斯定理可用來定義狀態函數熵。

## 定義
如果系統的狀態是連續改變的，則可認為它與一系列連續改變溫度的高溫熱源和低溫熱源進行熱量交換，且每次交換微量的熱量dQ，就可用下列積分形式表示：
{\displaystyle \oint {\frac {\delta Q}{T}}\leq 0,}
這個公式稱克勞修斯不等式，其中取“=”時，即克勞修斯等式，取“<”號時即克勞修斯不等式，它是熱力學第二定律最普遍的數學表達式。
熱力學第二定律是熱力學最基本定律之一，敘述方法有很多種，經典的提法有：(1) 1850年克勞修斯(Clausius)提出：熱不能自動地從低溫物體傳到高溫物體。(2) 1851年開爾文(Kelvin)提出：不可能從單一熱源吸熱使之全部變為功而沒有其它變化，也可表示為：第二類永動機是不能製成的。(1)、(2)兩種說法是等價的，可從其中任意一個推論出另一個。

## 性質
此不等式表明：所有可逆循環的克勞修斯積分值都等於零，所有不可逆循環的克勞修斯積分值都小於零。故本不等式可作為判斷一熱力學循環是否可逆的方法。
克勞修斯定理以數學的方式說明熱力學第二定律，魯道夫·克勞修斯提出此定理的目的在解釋系統中熱的流動及系統和環境的熵之間的關係，以定理可以解釋熵並提供其量化的定義，還可推出另一個重要結論，即任何系統經歷一個不可逆的絕熱過程之後，其熵值必將有所增大。

## 歷史
克劳修斯是最早研究熵的科學家之一，而且為此物理量命名。少為人知的是克劳修斯定理最早是發表於他在1862年的第六份調查報告《On the Application of the Theorem of the Equivalence of Transformations to Interior Work》。克劳修斯想要找到熵和系統中熱量流動（dQ）之間的比例關係。在一熱力學循環中，系統的熱可以轉換為功，而功也可以轉換為熱。克劳修斯認為「熱力學循環中所有轉換的代數和只能小于零，或者特殊条件下等于零。」轉言之，對於所有循環且可逆的過程，下式恆成立：
{\displaystyle \oint {\frac {\delta Q}{T}}=0}
其中：
δQ為由系統轉移到系统的熱（注意其正負號定義恰與上式相反）。
T為系統的凱氏温度。
然後，克勞修斯又進了一步，確定對於任何可能的，可逆的或者不可逆的周期性過程，下面的等式都是正確的，這個等式是“克勞修斯不等式”。
{\displaystyle \oint {\frac {\delta Q}{T}}\leq 0}
現在已經知道，克勞修斯不等式和熵之間必定有一種關係。循環中添加到系統的熵S的數量定義為：
{\displaystyle \Delta S{=}\oint {\frac {\delta Q}{T}}}
正如熱力學第二定律所說，已經確定了熵是一個狀態函數：它只取決於系統所處的狀態，而不取決於系統到達那裡的路徑。這與作為熱量（δQ）和作為功（δW）添加的能量的量相反，它們可以根據路徑而變化。因此，在等熵過程中，循環開始時系統的熵必須等於循環結束時的熵。在不可逆的情況下，熵會在系統中產生，為了使系統回到原始狀態，必須提取比所增加的更多的熵(∆S<0)以使系統恢復到原始狀態。在可逆情況下，不會產生熵，熵的加入量等於提取的量(∆S=0)。